# Monoblet
Monoblet är en kommun i departementet Gard i regionen Occitanien i södra Frankrike. Kommunen ligger i kantonen Lasalle som tillhör arrondissementet Le Vigan. År 2022 hade Monoblet 780 invånare.

## Befolkningsutveckling
Antalet invånare i kommunen Monoblet
Referens:INSEE